# Bishopton, Durham
Bishopton är en ort och civil parish i kommunen Borough of Darlington i Storbritannien. Den ligger i grevskapet Durham och riksdelen England, i den centrala delen av landet, 400 km norr om huvudstaden London. Antalet invånare är 366.